# Huron (Californië)
Huron is een plaats in Fresno County in Californië in de VS.

## Geografie
Huron bevindt zich op 36°12′11″Noord, 120°5′59″West. De totale oppervlakte bedraagt 3,5 km² (1,3 mijl²), wat allemaal land is.

## Demografie
Volgens de census van 2000 bedroeg de bevolkingsdichtheid 1817,0/km² (4704,4/mijl²) en bedroeg het totale bevolkingsaantal 6306, dat bestond uit:
- 20,36% blanken
- 0,32% zwarten of Afrikaanse Amerikanen
- 0,98% inheemse Amerikanen
- 0,40% Aziaten
- 0,13% mensen afkomstig van eilanden in de Grote Oceaan
- 74,77% andere
- 3,04% twee of meer rassen
- 98,27% Spaans of Latino

Er waren 1378 gezinnen en 1208 families in Huron. De gemiddelde gezinsgrootte bedroeg 4,45.

## Plaatsen in de nabije omgeving
De onderstaande figuur toont nabijgelegen plaatsen in een straal van 32 km rond Huron.